# 杨天夫
杨天夫（1961年—），黑龙江哈尔滨人，汉族，中华人民共和国政治人物、全国人民代表大会黑龙江地区代表。

## 生平
毕业于浙江大学电气自动化专业。担任哈尔滨泰富公司董事长兼总经理。2008年起担任全国人大代表。2013年，被选为全国人大代表。